# فرانك لاكتين
فرانك لاكتين (بالإنجليزية: Frank Lackteen)‏ ممثل أمريكي (ولد باسم محمد حسن يقطين يوم 9 أغسطس من العام 1897 في قبّ الياس) اشتهر بأدوار الشر، وبدأت مسيرته في الافلام الصامته. وشارك في 200 فيلم سينمائي. من اشهرها فيلم يد المومياء وفيلم الوصايا العشرة.

## سيرته
قام يقطين بإخراج أول فيلم أمريكي له في عام 1915، وكان يؤدي غالبًا أدوار شريرة في الأفلام الصامتة. وقد ظهر في العديد من أفلام الغرب الأمريكي والمسلسلات.
وُلِد يقطين في قب الياس بلبنان، وتلقى تعليمه في مدرسة أمريكية بلبنان. وقضى معظم طفولته في لورانس بولاية ماساتشوستس.
توفي بسبب فشل في الجهاز التنفسي في 8 يوليو 1968، عن عمر يناهز 70 عامًا، في وودلاند هيلز، لوس أنجلوس.

## روابط خارجية
- فرانك لاكتين على موقع IMDb (الإنجليزية)
- فرانك لاكتين على موقع ألو سيني (الفرنسية)
- فرانك لاكتين على موقع أول موفي (الإنجليزية)
- فرانك لاكتين على موقع قاعدة بيانات الأفلام السويدية (السويدية)
- فرانك لاكتين على موقع قاعدة بيانات الفيلم (الإنجليزية)
- فرانك لاكتين على موقع كينوبويسك (الروسية)